# Silvia Jato
Silvia Jato Núñez (Lugo, 6 giugno 1971) è una conduttrice televisiva e modella spagnola.

## Biografia
Ha studiato economia nell'Universidad CEU San Pablo di Madrid ed ha partecipato a molti programmi della televisione, lavorando per tutte le principali emittenti nazionali.
Inizia la sua carriera come modella venendo eletta Miss Galizia nel 1989, e nello stesso anno viene eletta "Dama d'onore" a Miss Spagna. Nel 1991,  nel concorso di Miss Europa, viene eletta Dama d'onore, Miss Fotogenia e Miss Simpatia.
La sua carriera televisiva inizia nel 1990 su Televisión de Galicia, presentando il programma Sabor a ti. COntinuò a lavorare per il canale galiziano fino al 1996, presentando tra l'altro la Pasarela de Estrellas nel 1995 e 1996, anno nel quale inizia a lavorare per Antena 3. Negli anni successivi presentò diversi programmi, tra i quali Noche de Impacto (1998), Mírame (1999-2000) e successivamente Pelopicopata (2004) e Los Más (2004), assieme ad Arturo Valls.
Dal 2000 al 2005 condusse il programma che le diede la maggior notorietà, ossia Pasapalabra, gioco a premi in onda sempre su Antena 3, grazie al quale vinse numerosi premi televisivi.
Nel 2006 passò a Telecinco, dove condusse la versione spagnola di Deal or No Deal, chiamata Allá tú. Nel 2007 inizia a lavorare per la Televisión Española (TVE), conducendo in quell'anno il programma Por la mañana, mentre l'anno successivo conduce il quiz televisivo Fifty Fifty per il canale Cuatro. Dopo aver dato alla luce la sua terza figlia, nel 2009 conduce Luar sulla Televisión de Galicia.
Nel 2011 e 2012 conduce programmi su Veo Televisión (Trivial Pursuit) e Telemadrid (Metro a metro), e dopo una parentesi in radio e alla televisione galiziana, torna a TVE su La 1 nel 2016, per presentare il programma mattutino La mañana de La 1.

### Vita privata
Separata con tre figli, vive da qualche anno con l'ex presidente della Generalidat Valenciana Alberto Fabra.

## Concorsi di bellezza
- Miss Spagna 1989: Maid of Honour
- Miss Europa 1991: Maid of Honour, Miss Photogenic, Miss Sympathy

## Premi
- TP de Oro (2001, 2002, 2003) Candidata
- Premios ATV (2003, 2004) Candidata
- Premios Dedales de Oro (2009) Vincitrice Miglior immagine pubblicitaria

## TV
- 1990: Sabor a ti TVG (Televisión Autonómica de Galicia)
- 1991: Sabor 92, TVG
- 1991: Gala pro-Bosnia, TVG
- 1991: Gala Santiago de Compostela, Capital Cultural Europea del año 2000, TVG
- 1995: Gala moda Pazo de Mariñán, TVG
- 1995-1996: Pasarela de Estrellas, TVG
- 1996: Gala de Nochevieja, Antena 3 Televisión
- 1996: Gala moda Pazo de Mariñán, TVG
- 1997: En Antena, Antena 3: con Inés Ballester.
- 1997: Noche de Impacto, Antena 3: con Carlos García Hirschfeld.
- 1999-2000: Mírame, Antena 3
- 2000-2005: Pasapalabra, Antena 3
- 2004: Pelopicopata, Antena 3
- 2004: Los Más, Antena 3, con Arturo Valls.
- 2005: Gala de Nochevieja, Antena 3
- 2006: Allá tú, Telecinco, sostituzione di Jesús Vázquez.
- 2007: Por la mañana, TVE, sostituzione di Inés Ballester.
- 2007: concorrente di El club de Flo, La Sexta.
- 2008: Fifty Fifty, Cuatro TV